# Aphodius quadriguttatus
Aphodius quadriguttatus là một loài bọ cánh cứng trong họ Scarabaeidae. Loài này được Herbst miêu tả khoa học năm 1783.